# Astana Pro Team/Saison 2017
Diese Liste beschreibt die Mannschaft und die Erfolge des Radsportteams Astana Pro Team in der Saison 2017.

## Erfolge in der UCI WorldTour
In der Saison 2017 gelangen dem Team nachstehende Erfolge in der UCI WorldTour.
| Datum        | Rennen                              | Sieger             |
| ------------ | ----------------------------------- | ------------------ |
| 9. Juni      | 6. Etappe Critérium du Dauphiné     | Jakob Fuglsang     |
| 11. Juni     | 8. Etappe Critérium du Dauphiné     | Jakob Fuglsang     |
| 4.–11. Juni  | Gesamtwertung Critérium du Dauphiné | Jakob Fuglsang     |
| 5. Juli      | 5. Etappe Tour de France            | Fabio Aru          |
| 23. August   | 5. Etappe Vuelta a España           | Alexei Luzenko     |
| 30. August   | 11. Etappe Vuelta a España          | Miguel Ángel López |
| 3. September | 15. Etappe Vuelta a España          | Miguel Ángel López |

## Erfolge in der UCI Asia Tour
In der Saison 2017 gelangen dem Team nachstehende Erfolge in der UCI Asia Tour.
| Datum                      | Rennen                       | Kat. | Sieger         |
| -------------------------- | ---------------------------- | ---- | -------------- |
| 30. September              | 1. Etappe Tour of Almaty     | 2.1  | Alexei Luzenko |
| 1. Oktober                 | 2. Etappe Tour of Almaty     | 2.1  | Jakob Fuglsang |
| 30. September – 1. Oktober | Gesamtwertung Tour of Almaty | 2.1  | Alexei Luzenko |

## Erfolge in der UCI Europe Tour
In der Saison 2017 gelangen dem Team nachstehende Erfolge in der UCI Europe Tour.
| Datum      | Rennen                            | Kat. | Sieger             |
| ---------- | --------------------------------- | ---- | ------------------ |
| 17. April  | 1. Etappe Tour of the Alps        | 2.HC | Michele Scarponi   |
| 2. Juli    | Prolog Österreich-Rundfahrt (EZF) | 2.1  | Oscar Gatto        |
| 6. Juli    | 4. Etappe Österreich-Rundfahrt    | 2.1  | Miguel Ángel López |
| 5. August  | 5. Etappe Burgos-Rundfahrt        | 2.HC | Miguel Ángel López |
| 1. Oktober | Gran Premio Beghelli              | 1.HC | Luis León Sánchez  |

## Erfolge in den Nationalen Straßen-Radsportmeisterschaften
In den Rennen der Nationalen Straßen-Radsportmeisterschaften 2017 konnte das Team nachstehende Titel erringen.
| Datum    | Rennen                                       | Sieger               |
| -------- | -------------------------------------------- | -------------------- |
| 21. Juni | Kasachische Meisterschaft – Einzelzeitfahren | Schandos Bischigitow |
| 25. Juni | Kasachische Meisterschaft – Straßenrennen    | Artjom Sacharow      |
| 25. Juni | Italienische Meisterschaft – Straßenrennen   | Fabio Aru            |

## Zugänge – Abgänge
| Zugänge              | Team 2016                   | Abgänge            | Team 2017                    |
| -------------------- | --------------------------- | ------------------ | ---------------------------- |
| Pello Bilbao         | Caja Rural-Seguros RGA      | Valerio Agnoli     | Bahrain-Merida               |
| Schandos Bischigitow | Vino 4-ever SKO             | Maqsat Ajasbajew   | ???                          |
| Matti Breschel       | Cannondale Pro Cycling Team | Lars Boom          | Team Lotto NL-Jumbo          |
| Sergei Tschernezki   | Team Katusha                | Eros Capecchi      | Quick-Step Floors            |
| Oscar Gatto          | Tinkoff                     | Andrea Guardini    | UAE Team Emirates            |
| Jesper Hansen        | Tinkoff                     | Davide Malacarne   | Laufbahn beendet             |
| Truls Engen Korsæth  | Team Joker-Byggtorget       | Vincenzo Nibali    | Bahrain-Merida               |
| Riccardo Minali      | Colpack                     | Dias Ömirsaqow     | ???                          |
| Moreno Moser         | Team Katusha                | Diego Rosa         | Team Sky                     |
| Nikita Stalnow       | Astana City                 | Gatis Smukulis     | Delko Marseille Provence KTM |
| Michael Valgren      | Tinkoff                     | Alessandro Vanotti | ???                          |
|                      |                             | Lieuwe Westra      | Laufbahn beendet             |

## Mannschaft
| Teamkader 2017                                             | Teamkader 2017     | Teamkader 2017 | Teamkader 2017                |
| Name                                                       | Geburtsdatum       | Land           | Vorheriges Team               |
| ---------------------------------------------------------- | ------------------ | -------------- | ----------------------------- |
| Fabio Aru                                                  | 3. Juli 1990       | Italien        |                               |
| Pello Bilbao                                               | 25. Februar 1990   | Spanien        | Caja Rural-Seguros RGA (2016) |
| Schandos Bischіgіtow                                       | 10. Juni 1991      | Kasachstan     | Vino 4-ever SKO (2016)        |
| Matti Breschel                                             | 31. August 1984    | Dänemark       | Cannondale-Drapac (2016)      |
| Dario Cataldo                                              | 17. März 1985      | Italien        | Team Sky (2014)               |
| Sergei Tschernezki                                         | 9. April 1990      | Russland       | Katusha (2016)                |
| Laurens De Vreese                                          | 29. September 1988 | Belgien        | Wanty-Groupe Gobert (2014)    |
| Daniil Fominych                                            | 28. August 1991    | Kasachstan     | Astana Continental (2013)     |
| Jakob Fuglsang                                             | 22. März 1985      | Dänemark       | RadioShack-Nissan (2012)      |
| Oscar Gatto                                                | 1. Januar 1985     | Italien        | Tinkoff (2016)                |
| Andrij Hrywko                                              | 7. August 1983     | Ukraine        | ISD (2009)                    |
| Dmitri Grusdew                                             | 13. März 1986      | Kasachstan     | Ulan (2008)                   |
| Jesper Hansen                                              | 23. Oktober 1990   | Dänemark       | Tinkoff (2016)                |
| Arman Kamyschew                                            | 14. März 1991      | Kasachstan     | Astana Continental (2012)     |
| Tanel Kangert                                              | 11. März 1987      | Estland        | EC Saint-Étienne Loire (2010) |
| Truls Engen Korsæth                                        | 16. September 1993 | Norwegen       | Joker Byggtorget (2016)       |
| Baqtijar Qoschatajew                                       | 28. März 1992      | Kasachstan     | Astana Continental (2014)     |
| Miguel Ángel López                                         | 4. Februar 1994    | Kolumbien      | Lotería de Boyacá (2014)      |
| Alexei Luzenko                                             | 7. September 1992  | Kasachstan     | Astana Continental (2012)     |
| Riccardo Minali                                            | 19. April 1995     | Italien        | Colpack (2016)                |
| Moreno Moser                                               | 25. Dezember 1990  | Italien        | Cannondale-Drapac (2016)      |
| Luis León Sánchez                                          | 24. November 1983  | Spanien        | Caja Rural-Seguros RGA (2014) |
| Michele Scarponi (1. Jan.–22. Apr., Anm.)                  | 25. September 1979 | Italien        | Lampre-Merida (2013)          |
| Nikita Stalnow                                             | 14. September 1991 | Kasachstan     | Astana City (2016)            |
| Paolo Tiralongo                                            | 8. Juli 1977       | Italien        | Lampre-NGC (2009)             |
| Ruslan Tleubajew                                           | 3. Juli 1987       | Kasachstan     | Astana Continental (2012)     |
| Michael Valgren                                            | 7. Februar 1992    | Dänemark       | Tinkoff (2016)                |
| Artjom Sacharow                                            | 27. Oktober 1991   | Kasachstan     | Seven Rivers (2015)           |
| Andrei Seiz                                                | 14. Dezember 1986  | Kasachstan     | Capec (2005)                  |
| Jewgeni Giditsch (1. Aug.–31. Dez., Stagiaire)             | 19. Mai 1996       | Kasachstan     | Vino-Astana Motors (2017)     |
| Karl Patrick Lauk (1. Aug.–31. Dez., Stagiaire)            | 9. Januar 1997     | Estland        | Pro Immo Nicolas Roux (2017)  |
|                                                            |                    |                |                               |
| Quellen: ProCyclingStats Cycling Quotient Cycling Archives |                    |                |                               |

Anmerkung: Michele Scarponi, starb im Training